# Four Seasons Hotels and Resorts
Four Seasons Hotels and Resorts (произносится Фо сизонс хотелс энд ризотс) — канадская компания, оператор сети гостиниц класса «люкс» Four Seasons. Штаб-квартира компании расположена в Торонто.
В сеть входит 117 гостиниц в 47 странах, при этом компании Four Seasons Hotels принадлежат доли только в трёх из них. Первый отель сети открылся в 1961 году в Торонто.

## История

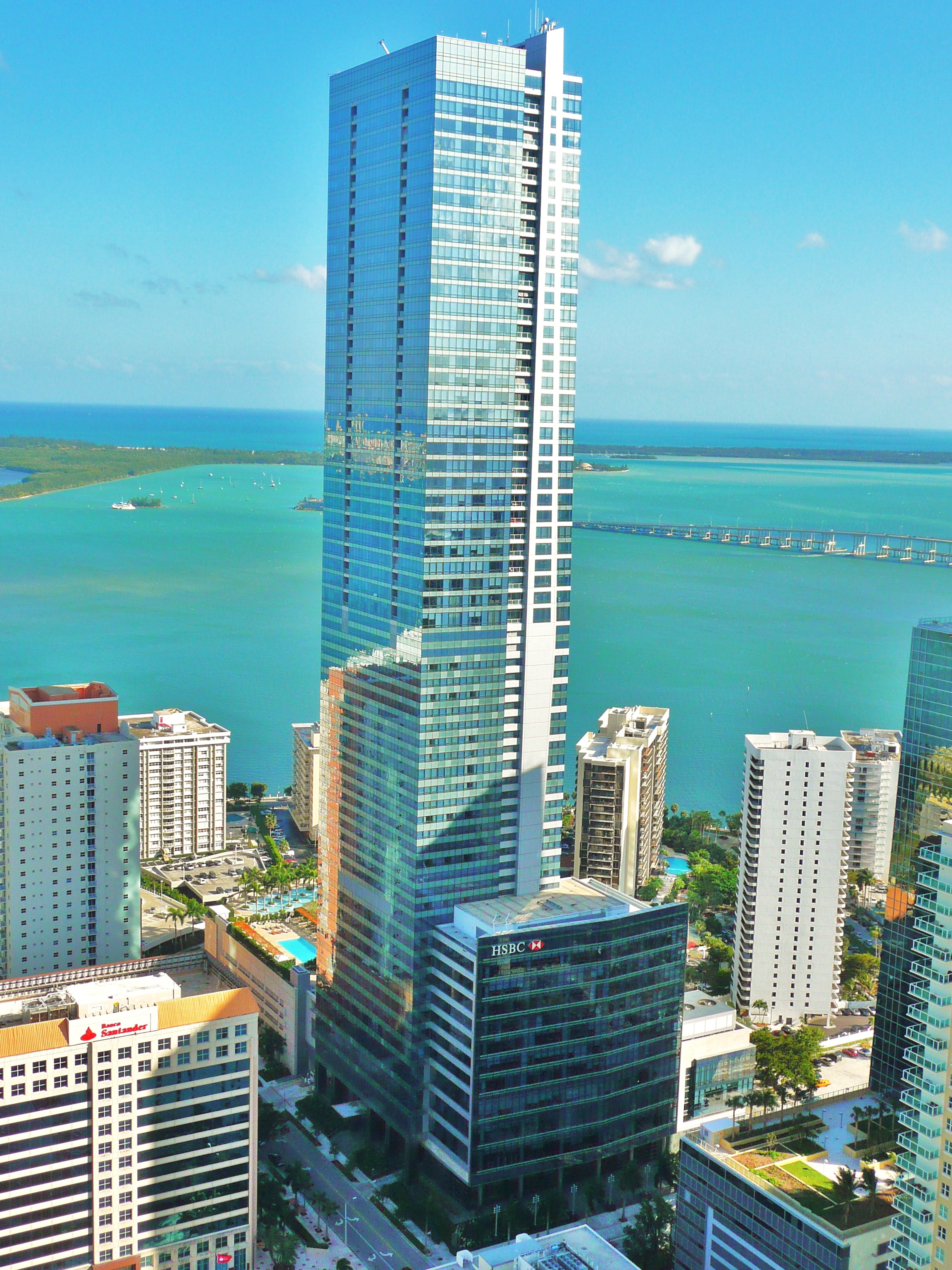
Отель Four Seasons Hotel and Tower в Майами (США), высочайшее здание Флориды.

Компания основана в 1960 году в Канаде Изадором Шарпом, сыном еврейских иммигрантов из Польши, первый отель был открыт в квартале «красных фонарей» в Торонто. В 1970 открылся первый зарубежный отель сети в Лондоне. В 1986 году компания стала публичной, выйдя на фондовый рынок, но в 2007 году вновь стала частной (Шарп выкупил акции с рынка и перепродал их частным фондам).

## Собственники и руководство
Основные владельцы компании: основатель компании Айседор Шарп (5 %), а также компании Cascade Investment и Kingdom Hotels (по 47,5 %), принадлежащие, соответственно, Биллу Гейтсу и племяннику короля Саудовской Аравии принцу Аль-Валиду ибн Талалу.
Председатель совета директоров компании и главный управляющий — Изадор Шарп (Isadore Sharp).

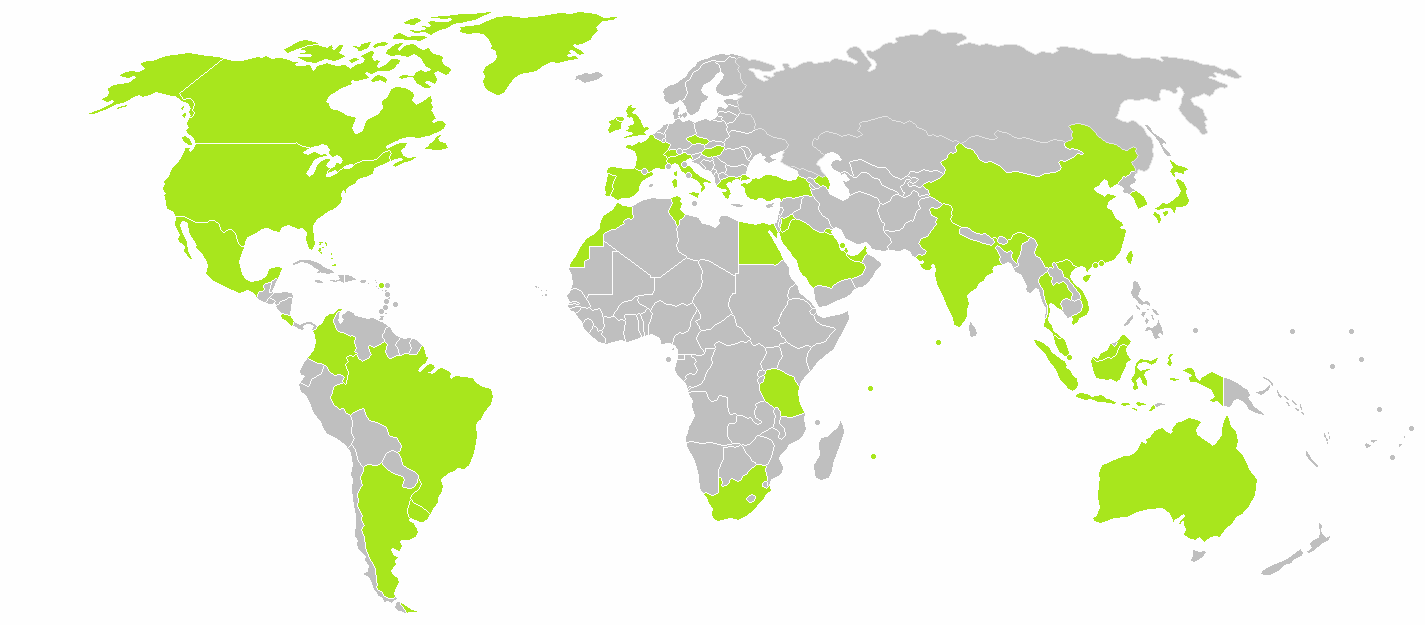
Страны, в которых на 2009 год имелись отели сети Four Seasons

## Деятельность
Сеть Four Seasons, управляемая компанией, насчитывает 82 отеля в 34 странах мира — в России на данный момент есть две гостиницы сети: в Москве (гостиница «Москва») и Санкт-Петербурге (Lion Palace). При этом большинство гостиниц не принадлежит компании (управляя ими, Four Seasons Hotels and Resorts получает определённый процент от оборота и прибыли). По оценкам международного журнала о путешествиях Travel + Leisure и гида Zagat Survey, сеть Four Seasons входит в число наиболее роскошных отелей мира. В Таиланде гостиница расположена в городе Бангкок.

### Показатели деятельности
Финансовые показатели компании не раскрываются.

## Four Seasons в России
В 2013 году первым российским отелем сети стал Four Seasons Lion Palace в Санкт-Петербурге в отреставрированном особняке Дом Лобанова-Ростовского на Исаакиевской площади (проект реализует компания «Тристар Инвестментс Холдинг»). Four Seasons  в Москве открылся в сентябре 2014 года.
28 января 2019 года журнал Forbes представил рейтинг «Крупнейшие отельные сети России». Сеть отелей Four Seasons Hotels and Resorts, владеющая 2 объектами в 2 регионах России, заняла десятое место в данном рейтинге. В 2018 году доход Four Seasons Hotels and Resorts от деятельности на территории России составил 32 млн долларов.